# Miffo
Miffo är en svensk långfilm från 2003 i regi av Daniel Lind Lagerlöf.

## Handling
Tobias är en ung präst, som hyr ett rum hos sin förra flickvän. Han tröttnar på sin prästtjänst i innerstaden och börjar jobba i en förortskyrka. Han känner ingen i området, men har höga ambitioner att göra kyrkan till en samlingspunkt. För att få kontakt med sina församlingsbor börjar han att "knacka dörr". Då träffar han den utåtriktade och impulsiva Carola som sitter i rullstol, lever på socialbidrag och bor hos sin mamma och hennes karl i en miljö där det dricks och röks en hel del. Hennes värld skiljer sig radikalt från hans men ändå uppstår kärlek dem emellan. Tobias föräldrar och vänner tror inte att förhållandet har någon framtid, och han får svårt att stå för sin kärlek. 

## Om filmen
Trots DVD-utgåvans baksidestext om att filmen utspelas i Stockholm är flera scener, enligt känt mönster från 1990-talet och från 2000-talets första decennium, inspelade i Västsverige. Till exempel kan nämnas att den kyrka som får fungera som den moderna förortskyrkan ligger i Högsbo församling i Göteborg och att det rum som används som personalrum egentligen är den del av sakristian som normalt fungerar som andaktsrum i Högsbo kyrka. Andra förortssekvenser är tagna i närheten av spårvägsstationen i Hammarkullen i östra Göteborg.

## Rollista
| Jonas Karlsson  | – Tobias Carling                         |
| Livia Millhagen | – Carola Christiansson                   |
| Ingvar Hirdwall | – Karl Henrik, äldre präst               |
| Kajsa Ernst     | – Sonja, Carolas mamma                   |
| Liv Mjönes      | – Jenny Brunander, Tobias förra flickvän |
| Fyr Thorwald    | – Håkan ”Håkke” Bodin                    |
| Isa Aouifia     | – Leo, Tobias kompis                     |
| Carina Boberg   | – Karin, Tobias mamma                    |
| Gustav Levin    | – Erik, Tobias pappa                     |
| Malin Crépin    | – Anna                                   |